# Betrayed (Lil Xan)
Betrayed är en låt inspelad av den amerikanska rapparen Lil Xan, vars riktiga namn är Diego Leanos, som släpptes den 7 juli 2017.  Singeln hamnade som högst på 64:e plats på US Billboard Hot 100 

## Bakgrund
Låten fokuserar på Lil Xans personliga kamp med användandet av Xanax. På spåret delar Leanos sina tankar om tidigare relationer, sin kamp mot drogmissbruk och de negativa effekterna av Xanax. 
Även om Leanos fortsätter att använda artistnamnet "Lil Xan", höjer han också medvetenheten om problemen med drogen och förklarar sina tankar i en intervju. "Folk kallar mig för en poser hela tiden. De säger: 'Du tar inte [Xanax]. Du är Lil Xan och du tar inte [Xanax]?' Jag var otroligt beroende av Xanax i två år i mitt liv, så om någon försöker säga till mig att jag är en poser, kan de hålla käften. För jag vet hur det är att vara beroende av det. Och jag hade turen att lyckas sluta med den där skiten. Många rappare pratar inte riktigt om att inte ta droger. Snarare det motsatta. Det är uppfriskande." 

## Musikvideo
Den officiella musikvideon släpptes den 28 augusti 2017 och har över 216 miljoner visningar per augusti 2018.